# Марау-Саунд
Марау-Саунд (англ. Marau Sound) — проливы на востоке Гуадалканала, ограниченные группой островов и коралловых рифов, административно относящихся к провинции Гуадалканал. Также есть одноимённый аэропорт, который, по состоянию на 2004 год, закрыт. На территории пролива находится остров Таванипупу.